# Prestwick Golf Club
De Prestwick Golf Club is een golfclub in Prestwick, South Ayrshire. Prestwick ligt aan de westkust van Schotland, ten zuidwesten van Glasgow, en is bekend als de club waar het eerste Britse Open werd georganiseerd.

## De club
De club werd opgericht in 1851 en al gauw wordt de 30-jarige Old Tom Morris van St Andrews aangetrokken om golfstokken en -ballen te maken en het terrein te onderhouden.
De baan is een linksbaan.

## Het Open
In 1860 werd het eerste Britse Open georganiseerd, op de Prestwick Golf Club. Vlak naast het huidige clubhuis staan een gedenksteen, op de plaats waar in 1860 het eerste tee-shot werd geslagen. De leden kochten samen de trofee: een riem van rood Marokkaans leer met een zilveren gesp. Willie Park sr. won de riem. Als Young Tom Morris hem driemaal achter elkaar wint mag hij hem houden en wordt de nog steeds bestaande zilveren wijnkan aangeschaft.
De eerste elf edities hadden op Prestwick plaatsgevonden, daarna was de club regelmatig gastheer van het evenement geweest. In totaal is het Britse Open 24 keer op Prestwick georganiseerd.

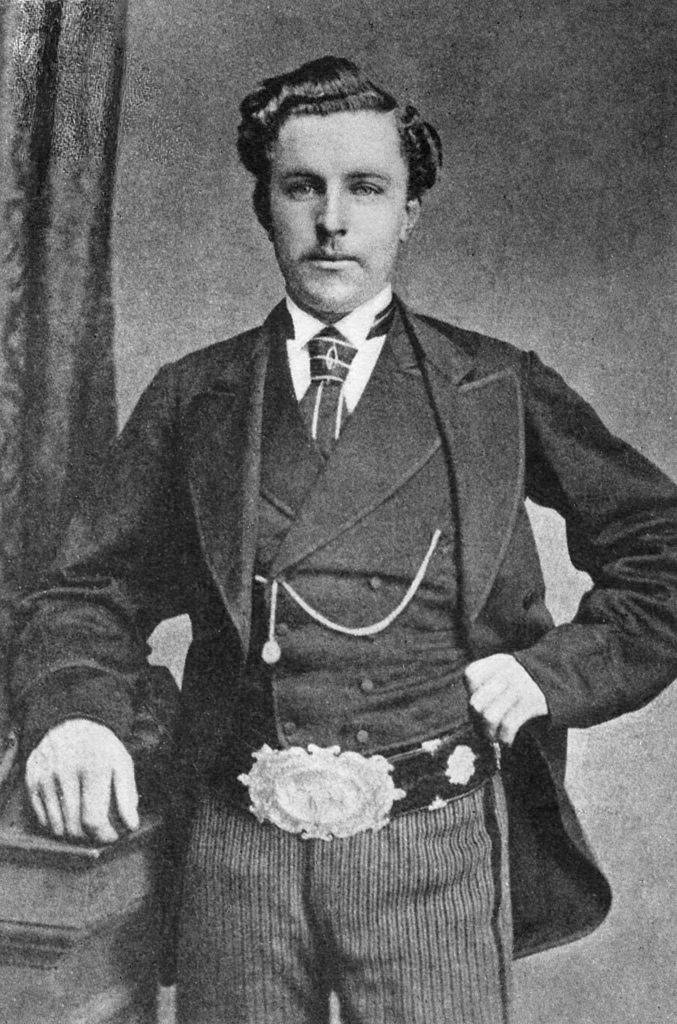
Tom Morris jr. met de riem

| Jaar | Winnaar             | Land             | Club        | Score |
| ---- | ------------------- | ---------------- | ----------- | ----- |
| 1860 | Willie Park sr.     | Schotland        | Musselburgh | 174   |
| 1861 | Tom Morris sr.      | Schotland        | Prestwick   | 163   |
| 1862 | Tom Morris sr.      | Schotland        | Prestwick   | 163   |
| 1863 | Willie Park sr.     | Schotland        | Musselburgh | 168   |
| 1864 | Tom Morris sr.      | Schotland        | Prestwick   | 167   |
| 1865 | Andrew Strath       | Schotland        | St Andrews  | 162   |
| 1866 | Willie Park sr.     | Schotland        | Musselburgh | 169   |
| 1867 | Tom Morris sr.      | Schotland        | Prestwick   | 170   |
| 1868 | Tom Morris jr.      | Schotland        | St Andrews  | 157   |
| 1869 | Tom Morris jr.      | Schotland        | St Andrews  | 154   |
| 1870 | Tom Morris jr.      | Schotland        | St Andrews  | 149   |
| 1872 | Tom Morris jr.      | Schotland        | St Andrews  | 166   |
| 1875 | Willie Park sr.     | Schotland        | Musselburgh | 166   |
| 1878 | Jamie Anderson      | Schotland        | St Andrews  | 157   |
| 1881 | Bob Ferguson        | Schotland        | St Andrews  | 170   |
| 1884 | Jack Simpson        | Schotland        | Elie        | 160   |
| 1887 | Willie Park jr.     | Schotland        | Musselburgh | 161   |
| 1890 | John Ball           |                  | Hoylake     | 164   |
| 1893 | Willie Auchterlonie | Schotland        | St Andrews  | 322   |
| 1898 | Harry Vardon        | Engeland         |             | 307   |
| 1903 | Harry Vardon        | Engeland         |             | 300   |
| 1908 | James Braid         | Schotland        |             | 291   |
| 1914 | Harry Vardon        | Engeland         |             | 306   |
| 1925 | Jim Barnes          | Verenigde Staten |             | 300   |